# Capilar sanguíneo
Los capilares sanguíneos son los vasos sanguíneos de menor diámetro en los animales. Poseen una pared formada por una capa única de  células endoteliales, lo que permite el intercambio de sustancias entre la sangre y los tejidos aledaños, fenómeno que se denomina intercambio capilar, gracias al cual el O2 y los nutrientes penetran en las células y el CO2 y las sustancias de desecho pasan a la sangre para su eliminación.

El diámetro de los capilares oscila entre 5 y 10 micras (μm) y su longitud promedio puede llegar a 1 milímetro (mm). 

## Características
El calibre de los capilares oscila entre 5-10 micrómetros (μm), como los glóbulos rojos miden 8 μm de diámetro  deben deformarse para poder atravesarlos.

Un capilar puede tener en promedio una longitud de aproximadamente 1 milímetro (mm).
El área de superficie de los capilares, representa más del 95% de la superficie de todo el sistema circulatorio.

En los órganos que se encuentran en un estado de actividad funcional mínima, muchos capilares están estrechados de tal modo que apenas circula sangre por ellos. 
Habitualmente solo el 25 % del lecho capilar total del cuerpo está abierto, pero cuando aumenta la actividad, los capilares se abren y se restaura el flujo para atender a las necesidades locales de oxígeno y nutrientes.

El 7-8 % del volumen de sangre está dentro de los capilares y las arteriolas sistémicos.
El desarrollo de un capilar es un proceso muy regulado, que involucra proliferación, migración celular y remodelación de células endoteliales de vasos preexistentes (angiogénesis), o producto de la diferenciación de las células progenitoras endoteliales (CPE) o angioblastos procedentes de precursores mesodérmicos (vasculogénesis).

## Circulación capilar

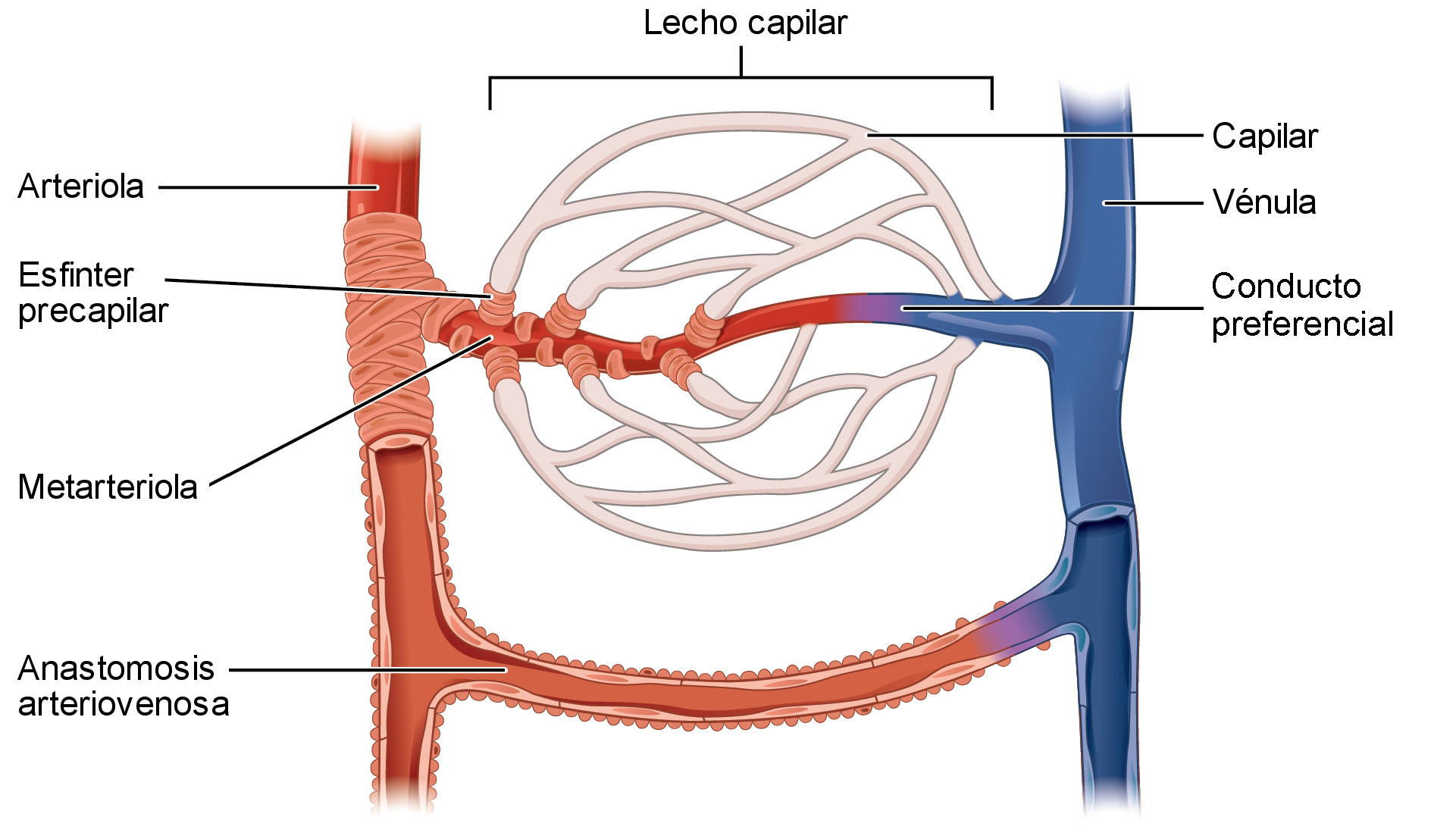
Circulación capilar.

De las arterias parten arteriolas, las cuales originan metarteriolas más estrechas de las que parten los capilares.

Existen esfínteres precapilares que regulan la cantidad de sangre que penetra en el lecho capilar. Cuando el esfínter precapilar se relaja la sangre entra con facilidad en el lecho capilar, en cambio cuando el esfínter precapilar se contrae el flujo sanguíneo capilar disminuye o cesa por completo.

## Tipos de capilares
La pared de los capilares está formada por una capa única de células rodeada por una membrana basal, estas  células endoteliales están separadas por pequeños espacios intercelulares que forman canales entre una célula y la contigua, permitiendo el paso de diferentes sustancias. Dependiendo de la forma y cantidad de estos poros, los capilares se clasifican en tres tipos: capilares continuos que son los más abundantes, capilares fenestrados que permiten el intercambio de moléculas de mayor tamaño y capilares discontinuos o sinusoides en los que existen grandes espacios entre las células endoteliales.

### Capilar continuo o de tipo muscular

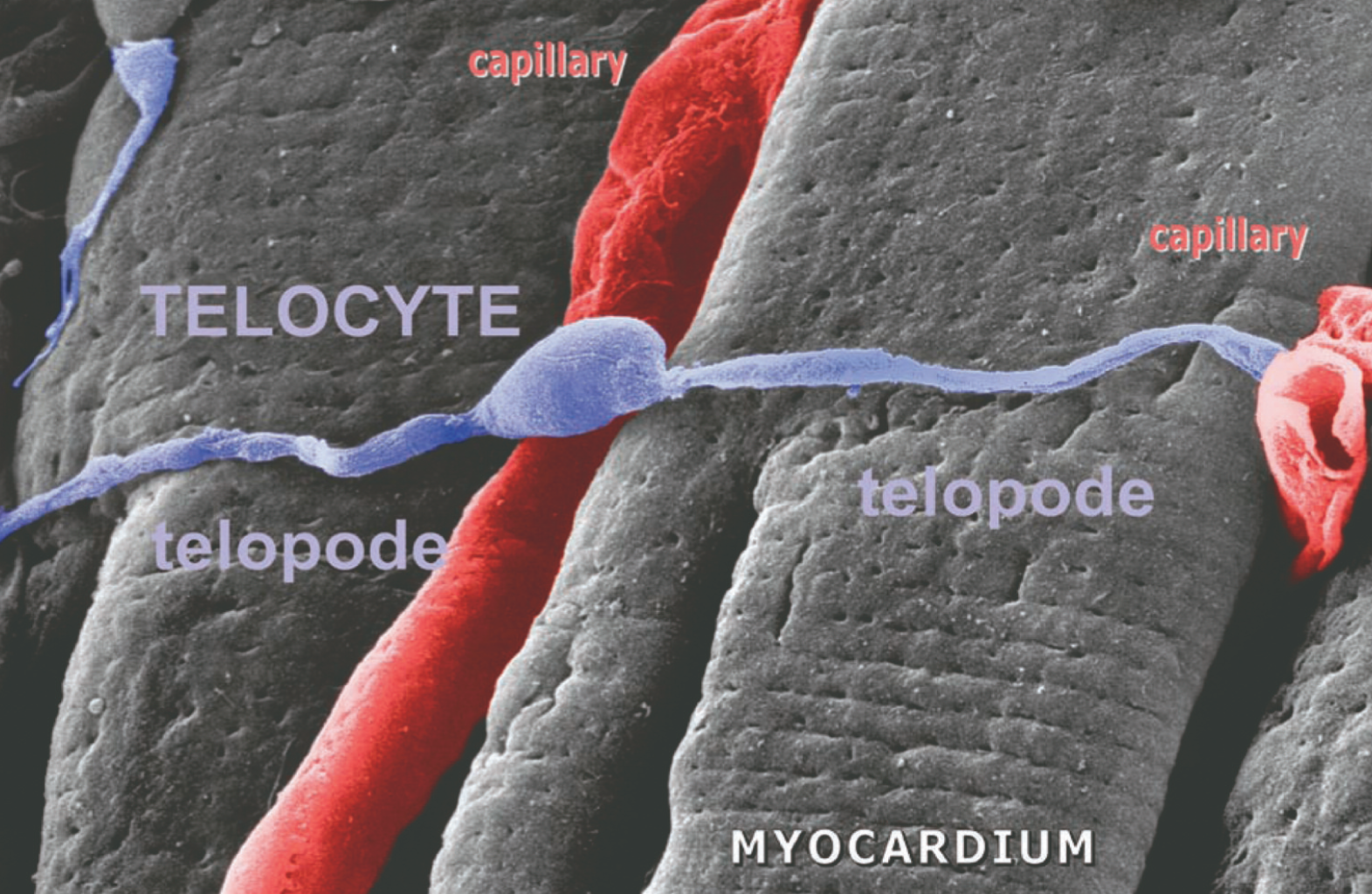
Capilares (en rojo), músculo estriado (en gris). SEM.

Se encuentran principalmente en el músculo, el tejido nervioso y el tejido conjuntivo. El endotelio forma una capa delgada ininterrumpida alrededor de toda la circunferencia del capilar.

### Capilares fenestrados o viscerales

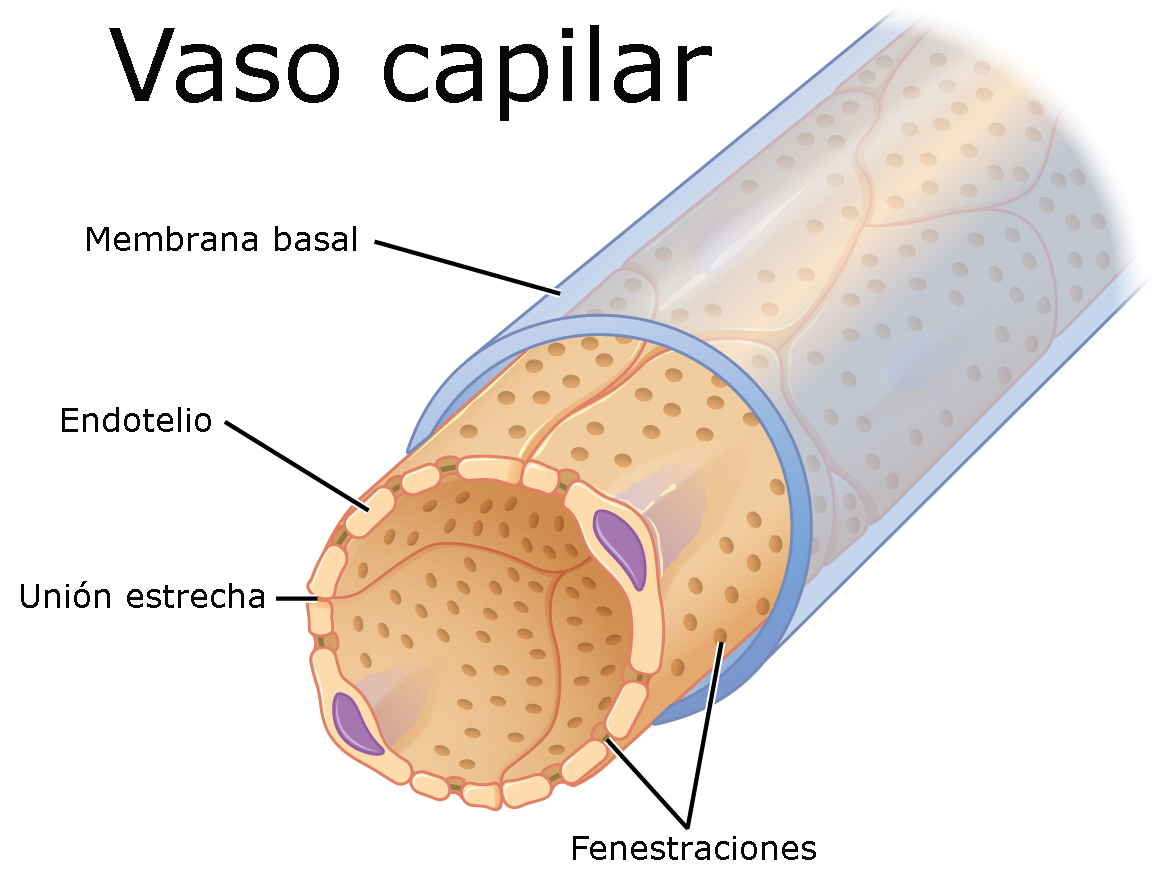
Capilar fenestrado.

Predominan en el páncreas, el tubo digestivo y las glándulas endocrinas. El endotelio varía de grosor, y algunas regiones son sumamente delgadas y están interrumpidas por fenestraciones circulares poros de 80-100 nanómetros (nm), cerrados por un diafragma muy delgado que tiene un engrosamiento central puntiforme.

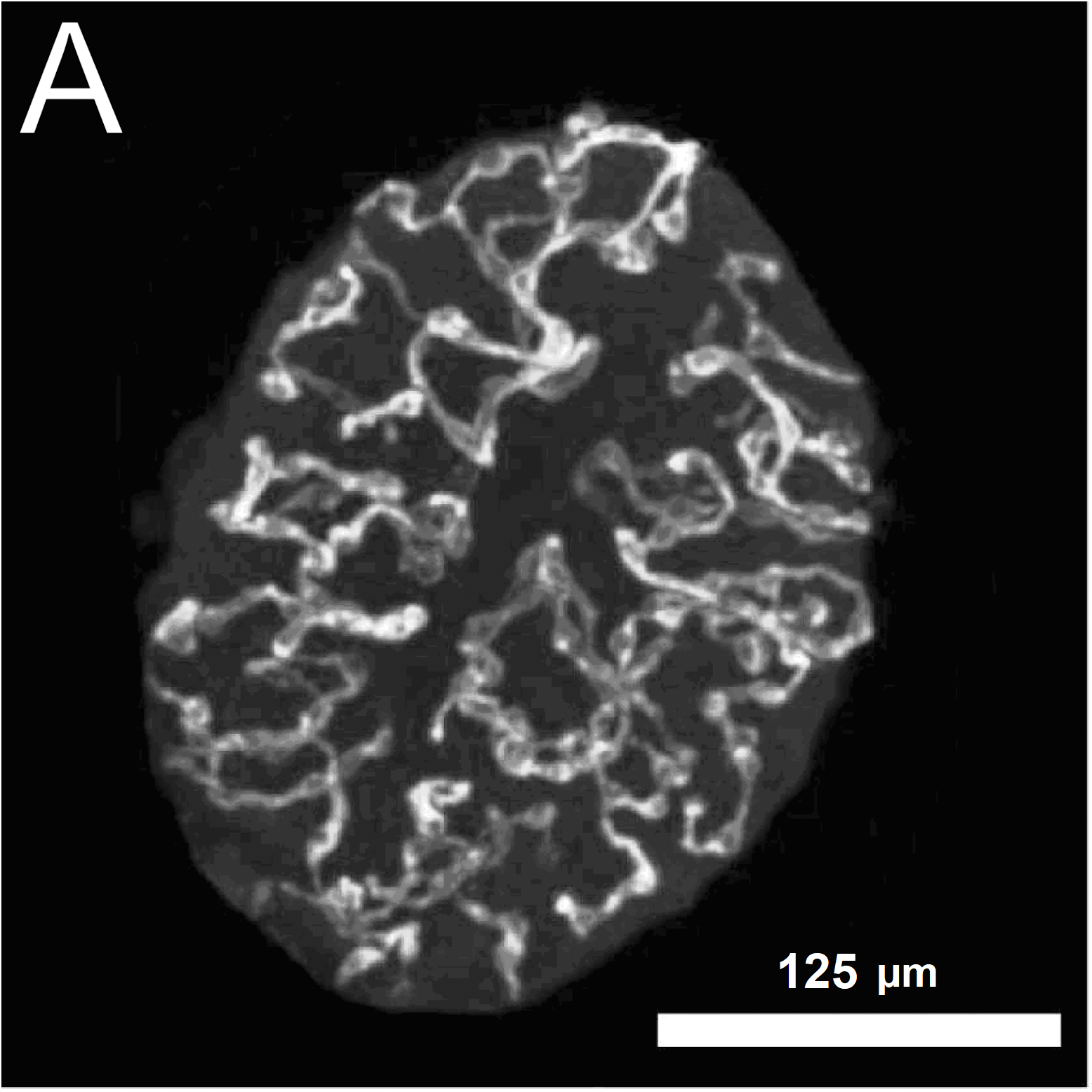
Capilares en un islote pancreático aislado. Se ven como bucles y ovillos blancos.

En estos capilares las áreas que muestran poros constituyen solo una parte de la pared del vaso, siendo el resto parecido al endotelio de los capilares de tipo muscular. Las proporciones relativas de áreas fenestradas y no fenestradas, varían en los capilares de los distintos órganos.
- Los capilares de los islotes pancreáticos se componen de células endoteliales delgadas y muy fenestradas, que permiten la conexión directa de las células beta, secretoras de insulina con la sangre.[7]
- Los capilares de la Eminencia media una zona muy vascularizada ubicada en la base del hipotálamo, tienen fenestraciones ocupadas por una red de fibrillas radiales (conocida como diafragma) o por material delgado denso en electrones, a través del poro fenestral.[8]

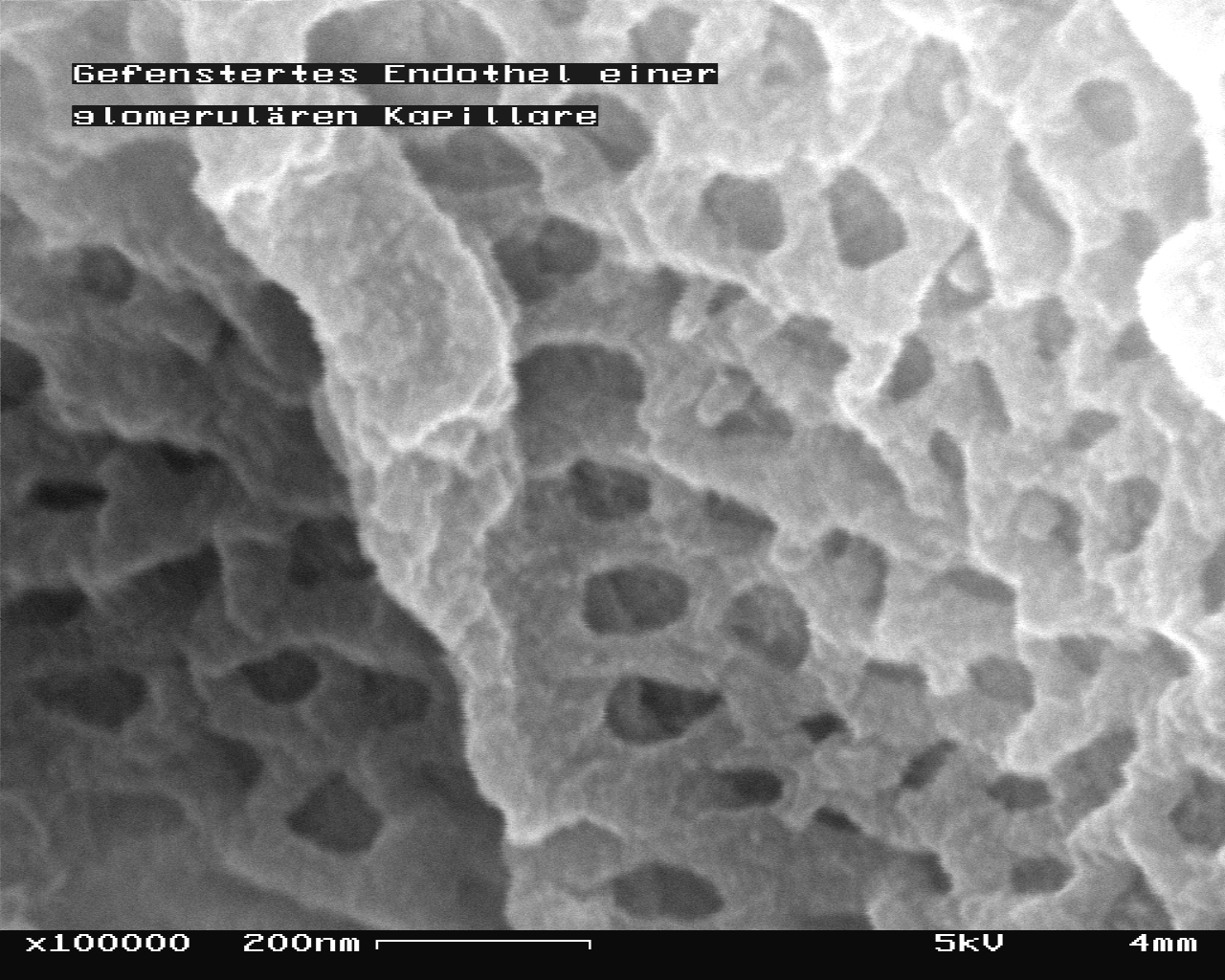
Fenestras de 50-80 nm en un capilar del Glomérulo a gran aumento.

- Entre los capilares fenestrados, los del glomérulo renal parecen ser una excepción por el hecho de que los poros no están cerrados por diafragmas, y su lámina basal es hasta tres veces más gruesa que la de los otros capilares. El líquido atraviesa la pared a una velocidad cien veces mayor que en los capilares del músculo, fenómeno que afecta directamente la presión arterial.

### Capilares sinusoides

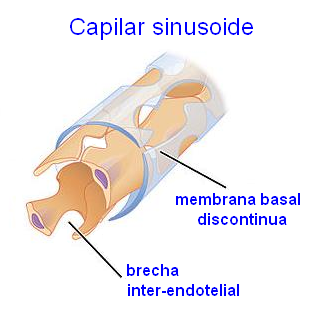
Capilar sinusoide.

Los sinusoides son de mayor diámetro y tienen forma más irregular. Son discontinuos por la presencia de brechas grandes de 600-3000 nm entre las células endoteliales.

La lámina basal también es discontinua, reducida a bandas estrechas y ausente en segmentos, lo que aumenta el intercambio entre la sangre y el tejido.
Se encuentran en el bazo, hígado, en la médula ósea y en algunos órganos linfoides además de las suprarrenales y el lóbulo anterior de la hipófisis .

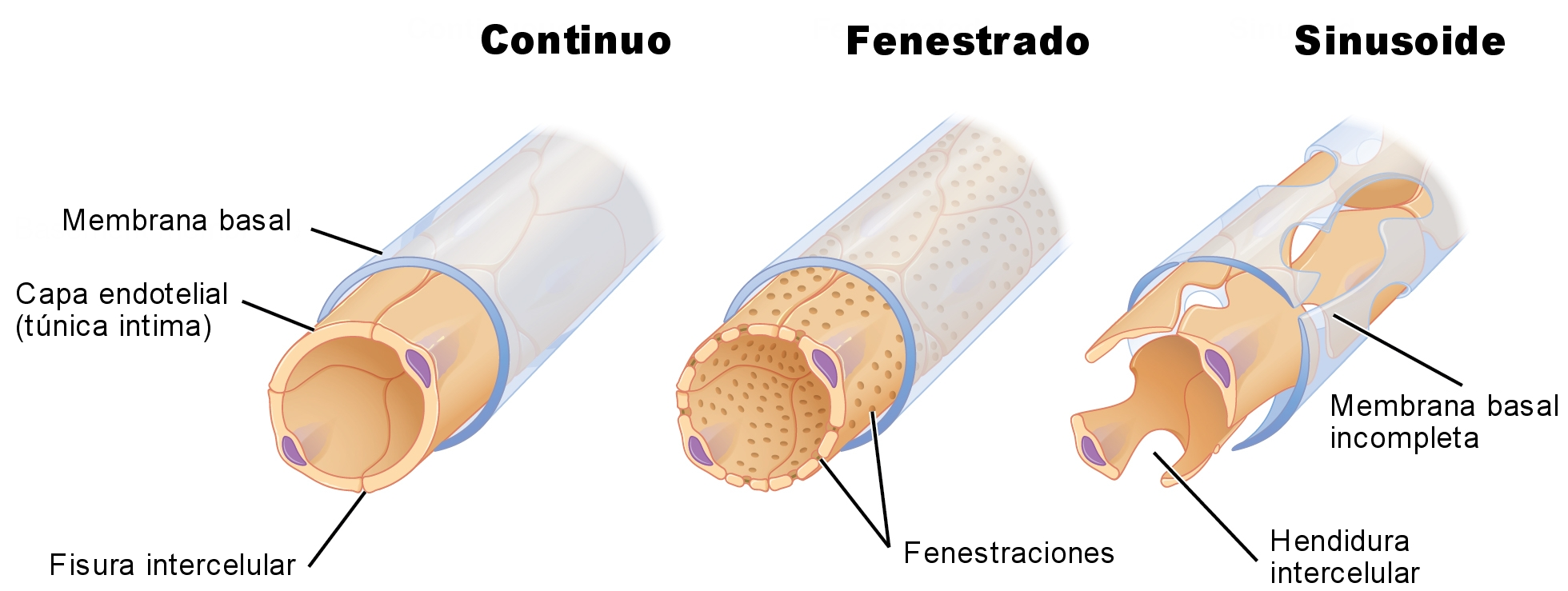
Representación de los tres tipos de capilares sanguíneos.

## Función
La función principal de los capilares es el intercambio de sustancias entre el contenido de la luz del capilar y el líquido intersticial de los tejidos.

Solo el 5 % de la sangre se encuentra en la circulación capilar y con ese volumen tan pequeño de sangre se asegura la función de intercambio de sustancias. Estas sustancias son nutrientes, gases y productos finales del metabolismo celular. La función de intercambio varía según la estructura del endotelio, dependiendo de si es continuo o fenestrado.
La velocidad a la que circula la sangre a través de los capilares es muy baja, aproximadamente 0,1 mm/s. La baja velocidad de circulación y la delgadez de la pared de estos vasos facilitan el intercambio de sustancias.
En los capilares situados en los alveolos pulmonares es donde se produce la entrada de oxígeno en la sangre y la salida de dióxido de carbono para ser expulsado al exterior a través de los movimientos respiratorios. Esta función de los capilares es imprescindible para mantener al organismo con vida.

## Mecanismos de intercambio capilar

- Difusión simple. Es el mecanismo principal de intercambio, se basa en la diferencia en el gradiente de concentraciones que impulsa el paso de las sustancias desde el medio donde se encuentran a más concentración al de menos.  Los mecanismos de difusión funcionan extremadamente bien con moléculas pequeñas o liposolubles. Es muy importante el peso molecular de la sustancia para la permeabilidad, a más peso molecular menos permeabilidad, por ello la composición del plasma y del líquido intersticial es básicamente la misma, pero se diferencian en la cantidad de proteínas que es de unos 16 mEq/litro en el plasma y solo 2 mEq/litro en el líquido intersticial, porque las proteínas no atraviesan los capilares con facilidad. Entre las sustancias que se intercambian entre los capilares y el líquido intersticial por el mecanismo de difusión se encuentran el oxígeno, dióxido de carbono, glucosa, aminoácidos y muchas hormonas. El oxígeno se difunde desde la sangre a los tejidos, mientras que el dióxido de carbono lo hace desde los tejidos a la sangre, siguiendo el gradiente de concentración.[4]

- Transcitosis. Algunas sustancias de peso molecular elevado como la insulina atraviesan las paredes capilares por este procedimiento, llamado también transporte transcelular. Se basa en la formación de pequeñas vesículas que atrapan la sustancia a transportar mediante un proceso de endocitosis, penetrando de esta forma en las células endoteliales y liberándose al exterior mediante el procedimiento inverso (exocitosis).[4]

- Filtración y reabsorción. La presión hidrostática empuja el líquido fuera de los capilares, sin embargo la presión osmótica impulsa los fluidos en sentido contrario, desde el espacio interstical hacia el interior del capilar. Si el líquido sale del capilar se produce filtración, en cambio cuando el movimiento de fluidos es contrario, se produce la reabsorción. En condiciones normales ambos movimientos se equilibran, el 85% del líquido filtrado fuera de los capilares es reabsorbido, el 15% restante junto a las escasas proteínas que escapan del plasma vuelven al torrente sanguíneo a través de la linfa y los vasos linfáticos.[4]

## Génesis de capilares
La generación de capilares (angiogénesis), es el proceso de formación de vasos   nuevos, a partir de los vasos preexistentes formados en el embrión. La angiogénesis es un proceso posterior al nacimiento (posnatal), que continúa el crecimiento de la vasculatura por procesos de brote y germinación.

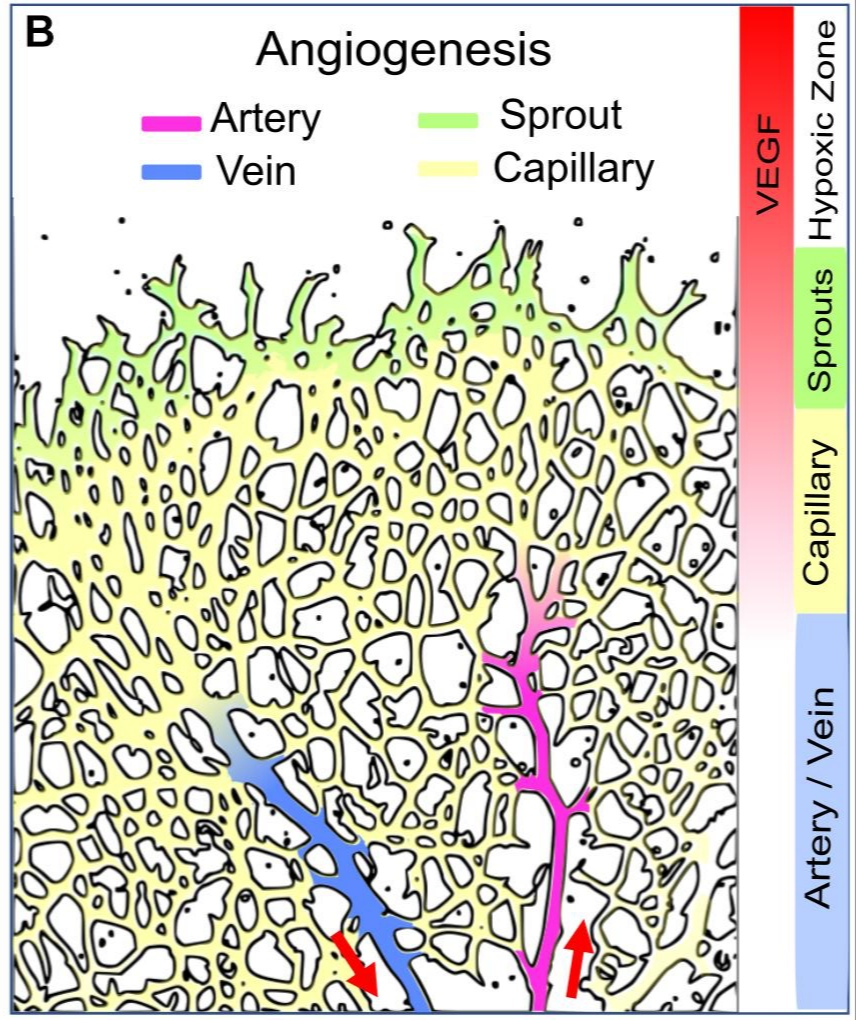
Esquema de la angiogénesis de capilares, VEGF.

La formación de capilares necesita una coordinación de procesos moleculares y procesos celulares, para asegurar que se generen nuevas 
células endoteliales (EC) tanto en el momento, como en el ritmo y el lugar adecuado.
La angiogénesis es el resultado de un equilibrio entre factores pro-angiogénicos y anti-angiogénicos. Estas señales pueden desequilibrarse, lo que causa un crecimiento mayor de capilares, que puede resultar en estados anormales.
Los factores de crecimiento angiogénicos que han sido más estudiados, son el factor de crecimiento del endotelio vascular (VEGF) y el factor de crecimiento de fibroblastos (FGF).

### Angiogénesis fisiológica
Esta neovascularización fisiológica  
es crucial para el desarrollo del embrión, el crecimiento en los niños, la reparación de heridas, y las funciones de reproducción (ya que el crecimiento de los folículos ováricos y el desarrollo del cuerpo lúteo dependen directamente de la proliferación de nuevos vasos capilares).

### Angiogénesis patológica
Esta neovascularización patológica es la proliferación de vasos sanguíneos en tejidos anormales o en localizaciones anormales.

La angiogénesis anormal está involucrada en la artritis reumatoide y otros trastornos inflamatorios, la carcinogénesis, la psoriasis y los trastornos degenerativos oculares, incluidos los observados en la diabetes mellitus.
Las células neoplásicas, las células inmunes infiltrantes y las células de los tejidos sanos son capaces de secretar sustancias con actividad angiogénica. Cuando estos factores de crecimiento se unen a sus receptores en las células endoteliales, se favorece la proliferación, la migración y la invasión de las  células endoteliales, con la consiguiente formación de los capilares sanguíneos.

## Historia
Un manuscrito de Ibn Nafis (Comentario de la Anatomía del Canon de Avicena) contiene la primera descripción conocida de los capilares. El manuscrito registra la predicción de Ibn Nafis de la existencia de los capilares que él describió como conductos perceptibles (manafidh, en árabe) entre la arteria pulmonar y la vena pulmonar. Estos conductos serían identificados más adelante por Marcello Malpighi como capilares. Él afirma también que las dos cámaras principales del corazón humano (los ventrículos derecho e izquierdo) están separados y que la sangre no puede pasar a través del septo interventricular.
William Harvey no predijo de manera explícita la existencia de los capilares, pero percibió la necesidad de cierto tipo de conexión entre los sistemas arterial y venoso. En 1653, escribió: "...la sangre entra a cada miembro a través de las arterias, y regresa por las venas, y que las venas son los vasos y vías a través de los cuales la sangre regresa al propio corazón; y que la sangre en los miembros y extremidades pasa de las arterias a las venas (ya sea de manera indirecta a través de una anastomosis o inmediatamente a través de las porosidades de la carne, o por ambas vías), tal como antes lo hacía en el corazón y el tórax, saliendo de las venas hacia las arterias..."
Marcello Malpighi fue el primero que observó directamente y que describió con precisión los capilares, y los descubrió en el pulmón de una rana ocho años después, en 1661.
August Krogh descubrió cómo los capilares proveen de nutrientes a los tejidos animales. Por esta obra él se hizo acreedor al Premio Nobel de Fisiología o Medicina de 1920. Su cálculo de 1922 de que la longitud total de los capilares del cuerpo humano es de 100 mil km aparece en muchos libros de texto y otras fuentes secundarias. Este cálculo se basa en cifras que él reunió a partir del cuerpo de "una persona extraordinariamente grande". Algunos cálculos más recientes ofrecen una cifra de entre 9 mil y 19 mil km.